# Musikot Khalanga
Musikot Khalanga – gaun wikas samiti w zachodniej części Nepalu w strefie Rapti w dystrykcie Rukum. Według nepalskiego spisu powszechnego z 2001 roku liczył on 1766 gospodarstw domowych i 9336 mieszkańców (4591 kobiet i 4745 mężczyzn).